# Il concorso
Il concorso (Misbehaviour) è un film del 2020 diretto da Philippa Lowthorpe.

## Trama
Un gruppo di donne escogita un piano per interrompere gli eventi della competizione di Miss Mondo 1970 presso la Royal Albert Hall di Londra, presentata tra gli altri da Bob Hope, che vedrà l'incoronazione di Jennifer Hosten, rappresentante di Grenada, nonché prima concorrente di colore.

## Promozione
Il primo trailer è stato diffuso online il 19 dicembre 2019.

## Distribuzione
Il film è stato distribuito nelle sale cinematografiche britanniche il 13 marzo 2020, ma, a causa della pandemia di COVID-19 nel Regno Unito, il suo passaggio in sala è stato interrotto prima del tempo ed è stato reso disponibile in video on demand dal 15 aprile dello stesso anno.
La distribuzione nelle sale cinematografiche italiane da BIM Distribuzione era prevista il 24 dicembre 2020, ma è stata posticipata al 13 maggio 2021.

## Riconoscimenti
- 2020 - British Independent Film Awards[4]
  - Candidatura per la migliore scenografia a Cristina Casali
  - Candidatura per i migliori costumi a Michele Clapton
  - Candidatura per il miglior trucco e acconciature a Jill Sweeney